# Porr
Die Porr AG (Eigenschreibweise PORR AG oder auch pORR) ist ein an der Wiener Börse notierter Baukonzern mit Sitz in Wien. Sie ist eines der größten österreichischen Bauunternehmen und in allen Sparten der Bauwirtschaft national und international tätig: vom Tiefbau einschließlich Verkehrswege-, Tunnelbau und Spezialtiefbau über den Hochbau bis hin zu Umwelttechnik und Facilitymanagement.
Die heutige Konzernmutter Porr AG wurde 1869 unter dem Namen Allgemeine österreichische Baugesellschaft als Aktiengesellschaft gegründet, womit die Porr die älteste börsennotierte Gesellschaft des Landes ist. Der Name Porr geht auf den Bautechniker Arthur Porr zurück, den Mitgründer der 1927 mit der Gesellschaft fusionierten A. Porr Betonbauunternehmung Ges.m.b.H.

## Geschichte

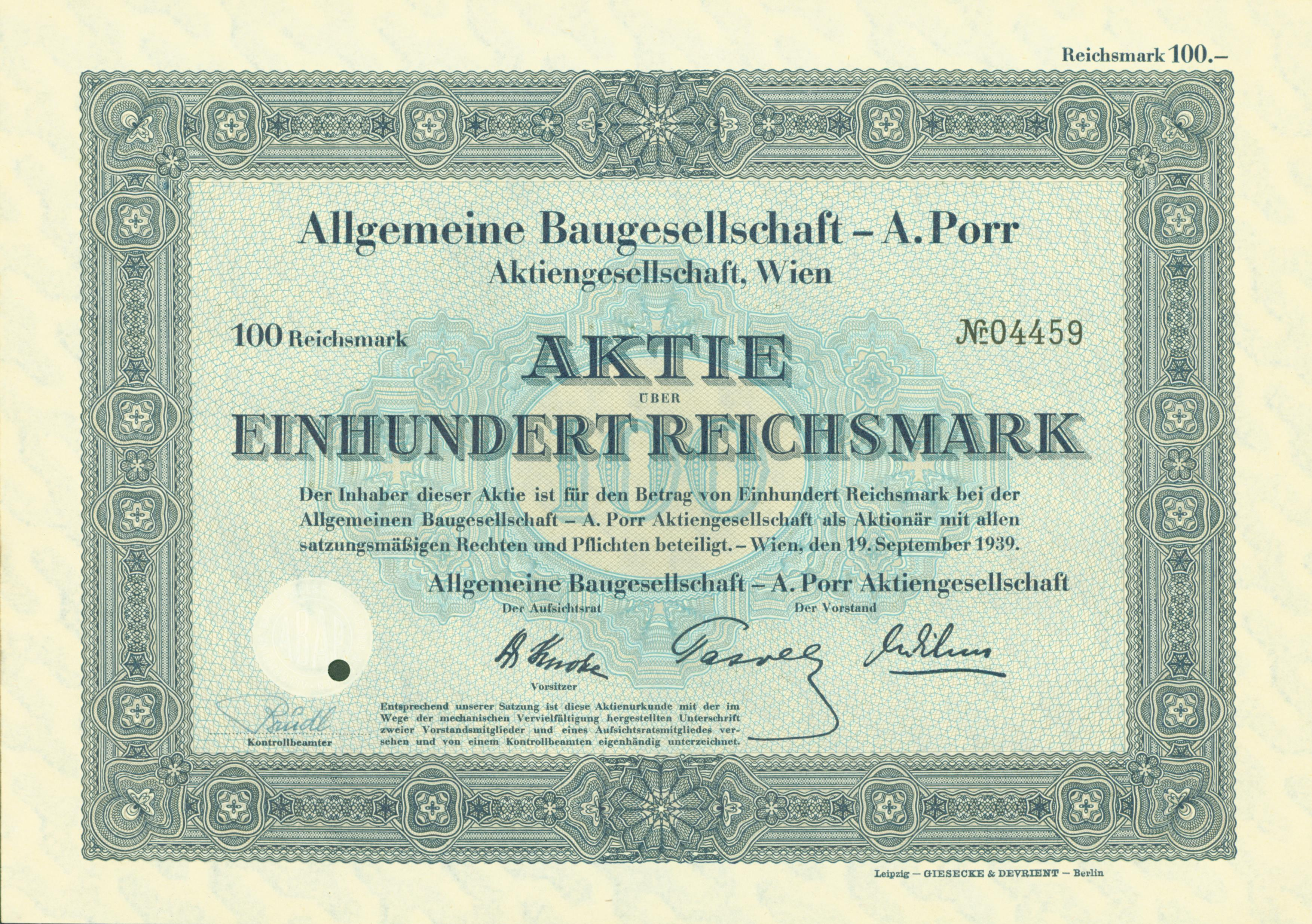
Aktie über 100 RM der Allgemeinen Baugesellschaft – A. Porr AG vom 19. September 1939

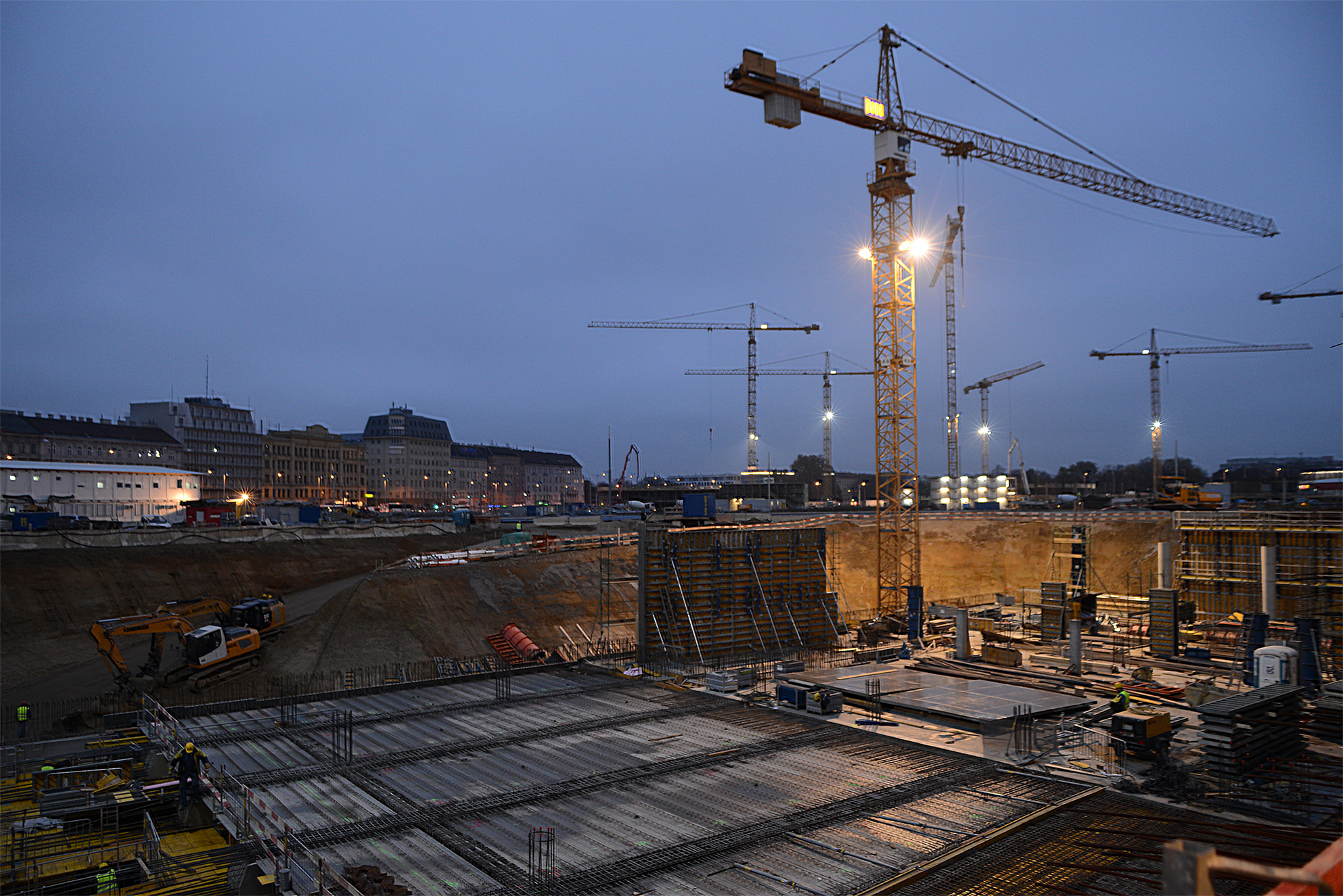
Porr Kran, Großbaustelle Wien Hauptbahnhof 2012

1869 wurde die Allgemeine österreichische Baugesellschaft in Wien gegründet. Die Erstnotiz an der Wiener Börse erfolgte am 8. April 1869. Der erste Großauftrag der Firma war die Neutrassierung der Eisenbahnstrecke Linz–Budweis zwecks Umstellung auf Dampfbetrieb. Im 19. Jahrhundert folgte die Errichtung etlicher Ringstraßenbauten, wie beispielsweise das Haus der Industrie am Schwarzenbergplatz. 1873 errichtete die Gesellschaft sieben Ausstellungspavillons und zahlreichen Hotels für die Weltausstellung in Wien.
Arthur Porr, ein Pionier des Betonbaues, und O. Stern gründeten 1908 die A. Porr Betonbauunternehmung Gesellschaft Ges.m.b.H.
Die Fusion der beiden Stammunternehmen zur Allgemeine Baugesellschaft – A. Porr Aktiengesellschaft erfolgte 1927. 1930 leistete das Unternehmen Pionierarbeit mit dem Bau der weltbekannten Großglockner-Hochalpenstraße. In der Zwischenkriegszeit war die Porr am Bau von zahlreichen Kraftwerksanlagen, Straßen-, Bahn- und Industriebauten beteiligt.
Nach dem Krieg folgte die Errichtung von prestigeträchtigen Büro- und Geschäftshäusern wie 1953 des markanten Ringturms in Wien. Die Porr wurde zunehmend auch Generalunternehmer für große nationale Projekte. In den 1970ern entwickelt die Porr die Neue Österreichische Tunnelbaumethode (NAT), die den Tiefbau weltweit revolutioniert. Mit der Gründung von Niederlassungen außerhalb Österreichs positioniert sich das Unternehmen als internationale Gruppe, die in Europa sowie im Nahen Osten Bauprojekte jeder Art und jeden Umfangs realisiert.
1973 erfolgte der Bau des Vienna International Center sowie der Wiener UNO City. In den 1980er Jahren weitete der Konzern seine Tätigkeit nach Zentral- und Osteuropa aus.
1985 übernahm Porr das 1957 gegründete Schotter- und Betonwerk Schwarzl in (Unter-)Premstätten. 2000 wurde die Porr Mehrheitseigentümer der Teerag-Asdag, dem damals wichtigsten Straßenbauunternehmen Österreichs.
Seit September 2010 ist Karl-Heinz Strauss Vorstandsvorsitzender der Porr. Die Porr-Gruppe wurde zu der Zeit umfassend restrukturiert. Ende 2010 übernahm die Porr die Teerag-Asdag-Anteile von den Wiener Stadtwerken und wurde damit Alleineigentümer. Im Juni 2011 wurde die schlagkräftige Porr Bau GmbH gegründet, welche durch die Verschmelzung der Porr Projekt und Hochbau Aktiengesellschaft mit der Porr Technobau und Umwelt Aktiengesellschaft entstand.
Seit 2012 hält ein Syndikat aus der IGO Industries Gruppe und der Strauss Gruppe die Mehrheit der Anteile. Der Rest befindet sich im internationalen Streubesitz.
2013 wurde der Firmenwortlaut von Allgemeine Baugesellschaft – A. Porr AG in Porr AG geändert, womit der Konzern international geschlossen als Porr auftritt.
2014 wurde der Immobilienbereich abgespalten und die Porr wurde zu einem reinen Bauunternehmen. 2016 kam es zu einer Zusammenführung der Teerag-Asdag mit der Porr Bau.
Im März 2017 gab Porr bekannt, die zu Heijmans gehörende Oevermann-Gruppe zu kaufen.
Porr wurde im Juni 2018 erstmals in den Austrian Traded Index (ATX) aufgenommen.
Im März 2023 wurde bekannt, dass es am Berliner Hauptbahnhof massive Baumängel gibt, für die nach Angaben der Deutschen Bahn ein Unternehmen von Porr verantwortlich sei.

## Unternehmensstruktur
An der Spitze des Porr-Konzerns steht die Porr AG, eine operativ tätige, strategische Holding mit einigen Stabsstellen. Organisatorisch ist die Porr in drei Geschäftseinheiten gegliedert. Sie wird von Mitgliedern des Executive Board geführt.
Das Unternehmen ist in Geschäftseinheiten strukturiert:
- Die Business Unit 1 (BU 1) beinhaltet die Länderverantwortung für Österreich und die Schweiz sowie die Porr Industriebau. 2019 kamen die Bereiche Umwelttechnik sowie Bahnbau inklusive Feste Fahrbahn Europa neu hinzu. Zudem sind die Beteiligungen wie Prajo, TKDZ, Thorn, PWW und ALU-SOMMER in der BU 1 integriert.
- Die Business Unit 2 (BU 2) umfasst die Aktivitäten der Porr in Deutschland und ist in vier Regionen aufgeteilt: Süd (über München), Ost (über Berlin), West (Abdeckung durch Porr Oevermann) und Nord (über Hamburg).
- Die Business Unit 3 (BU 3) konzentriert sich auf die Heimmärkte Polen, Tschechien, die Slowakei und Rumänien sowie auf die Projektmärkte der Porr – Katar, die VAE und Norwegen. Hinzu kommt der Bereich Major Projects, in dem große Infrastrukturprojekte zur Festen Fahrbahn außerhalb Europas zusammengefasst sind.
- Die übrigen Beteiligungen sind unter der Porr Beteiligungen und Management, kurz PBM, unter der Holding gebündelt.[14]

## Leistungsspektrum
Das Leistungsspektrum der Porr umfasst die gesamte Wertschöpfungskette Bau. Von der Planung über den Bau, den Betrieb und schließlich den Abriss bzw. die Renovierung.

### Hochbau
Im Bereich Hochbau umfasst das Leistungsspektrum der Porr Büros, Hotels, Schulen, Wohnungen, Verwaltungsgebäude, Objekte im Healthcare-Bereich, Industrieanlagen und Fußballstadien ebenso wie die Revitalisierungen schützenswerter Architektur.

### Tiefbau
Zahlreiche Tunnel, Brücken, U-Bahnen, Gleisanlagen, Kraftwerke, Industrieanlagen und Autobahnen in Österreich und im internationalen Umfeld wurden von der Porr in der Vergangenheit realisiert. Das Unternehmen verfügt über zahlreiche Patente, darunter einige der fortschrittlichsten Tunnel- und Eisenbahnbausysteme sowie Spezialverfahren zur Altlastensanierung und zur Behandlung gefährlicher Abfälle.

### Infrastruktur
Die Porr hat im Laufe ihrer Geschichte etliche Infrastrukturbauten errichtet: Tunnel, Brücken, U-Bahnen, Bahn- und Gleisanlagen sowie Feste Fahrbahn-Projekte. Die Bereiche Kraftwerksbau, Grundbau, Leitungsbau, Straßen- und Verkehrswegebau sowie verschiedenste Großprojekte im Segment Tiefbau runden das Leistungsportfolio der Porr in Sachen Infrastruktur ab.

### Umwelttechnik
Die Porr Umwelttechnik GmbH wurde im Jahr 1990 als Tochterunternehmen der Porr gegründet, um das im Konzern vorhandene Wissen auf dem Gebiet des technischen Umweltschutzes zu konzentrieren und Innovationen bei Planung, Finanzierung, Bau und Betrieb von umwelttechnischen Bauwerken und Anlagen zu entwickeln und in die Praxis umzusetzen.

## Bauwerke
Ausgewählte Bauwerke von Porr:
- Tunnel im Rahmen von Stuttgart 21 und der Neubaustrecke Wendlingen–Ulm: Boßlertunnel, Fildertunnel, Steinbühltunnel, Baden-Württemberg (DE)
- Smart Campus: Unternehmenszentrale der Wiener Netze (AT)
- Bürohaus Euro Plaza, Bauteil 4, Wien – Errichtung des 4. Abschnitts des modernen Office Parks an der Wienerbergstraße (AT)
- Generalsanierung des Theaters in der Josefstadt, Wien (AT)
- Einsatz der „Festen Fahrbahn – elastisch gelagerte Gleistragplatte ÖBB-Porr“, Berlin (DE)
- Errichtung der Save-Brücke, Belgrad (RS)
- Finnetunnel, Herrengosserstedt – Neubau von zwei parallel geführten 6970 m langen eingleisigen Röhren im Bauverfahren Schildvortrieb (DE)
- Errichtung der 2. Röhre des 6,4 km langen Tauerntunnels als Eigenbaustelle (AT)
- Generalsanierung der A1-Westautobahn in Arge, Oberösterreich (AT)
- Autobahn A2 Gleisdorf West-Laßnitzhöhe: Durchführung in Arge von Straßenbau-, Brückensanierungs- und Lärmschutzwandarbeiten (AT)
- Neubau „Große Olympia-Skisprungschanze“ in Arge, Garmisch-Partenkirchen (DE)
- Neubau Albulatunnel für die Rhätische Bahn (Albulatunnel II), Bergün/Bever (CH)
- Humboldthafenbrücke am  Berliner Hauptbahnhof, Berlin (DE)[13][15]

## Aktionärsstruktur
(Stand: August 2023):
Die Stimmrechtsanteile der Strauss-Gruppe (Karl-Heinz Strauss) und der IGO Industries (Klaus Ortner) sind in einem Syndikat gebündelt.
Dadurch wird die Mehrheit der Stimmen auf der Hauptversammlung geschlossen vertreten.
| Aktionär                                         | Anteil |
| ------------------------------------------------ | ------ |
| Streubesitz                                      | 49,6 % |
| Syndikat (Strauss-Gruppe, IGO Industries-Gruppe) | 50,4 % |